# 哥斯大黎加經濟
哥斯大黎加是中美洲地區經濟較為發達的國家，擁有較高的生活水平及較多元的經濟結構。現今，哥斯达黎加经济主要是旅游业，农业和电子元件出口，从1997年经济萧条以后，开始快速增长。哥斯达黎加位于中美洲的狭长地带且在美洲中心，有直通欧亚的海洋，可以很方便地进入美洲市场。但整體來說國內貧富差距較大，仍有20%的民眾生活在貧困線之下。
货币单位是哥斯达黎加科朗，与美元的比价为500-560，与欧元比价是600。

## 歷史

### 1980年代早期
如同眾多拉丁美洲國家一樣，哥斯大黎加在1980年代早期也遭受了幾十年不遇的經濟危機，全國經濟在1980到1982年間縮水了9.4%，主要原因為石油價格高漲，出口產品（主要是咖啡、糖、牛肉，以及香蕉）的價格卻大跌，以及眾多無效率的國有企業給政府帶來負擔。當時的總統羅德里戈·卡拉索·奧迪奧決定尋求外國資金的幫助來維持固定匯率，在卡拉索在任期間，哥斯大黎加的外債翻了四倍。然而，國際利率的上漲更加惡化了這一形勢，使得政府借貸的成本大大增加。卡拉索不僅沒有削減公共支出，擺脫沉重的國有企業，反而是通過印鈔票來應對岌岌可危的政府財政。 最終，政府被迫將貨幣貶值。通脹於是飛漲，從而使得成百上千的哥斯大黎加人陷入貧困。

### 1990年代：經濟改革
哥斯大黎加的進口替代模式自1960年代就開始執行。卡拉索之後的政府則開始進行改革，旨在將哥斯大黎加的進口替代模式轉換到出口導向模式。1990年代繼續推進改革，哥斯大黎加建立了自由貿易區，英特爾在1997年將哥斯大黎加作為其晶片工廠的一個目的地；不久之後，半導體和電腦附件就將取代香蕉和咖啡，成為該國最重要的出口產品。哥斯大黎加也在1990年代中期開始進行自由貿易條約的談判，現今該國已經與（很多國家或地區）締結了自由貿易條約，從1880年代的末期到1990年代，哥斯大黎加的經濟也經歷了明顯的結構性改革，大部分的國有企業都私有化了，自1987年以來，該國的經濟年平均增長率為4.7%，是拉丁美洲最快的國家之一。
儘管有了傲人的經濟自由化和健康的經濟增長率，哥斯大黎加卻未能在過去的20年間明顯地降低貧困率，生活在貧困線之下的家庭比重在1990年代早期曾從54%下降到了20%，但是自那以後就基本保持穩定，僅有一些上下波動，2013年的貧困率是20.7%，主因為經濟轉型中的自由化措施有著強烈的重商主義偏見，使得財富集中在大企業中。一系列改革促進了哥斯大黎加的經濟自由，但經濟轉型中的這些自由化措施卻未能改善貧困線下哥斯大黎加人的生活水準，甚至還使收入不平等不斷擴大。